# شبوة (محافظة)
تقع محافظة شبوة في جنوب وسط الجمهورية اليمنية، وهي ثالث أكبر محافظة في اليمن من حيث المساحة، وهي محاطة بأربع محافظات حيث تحدها حضرموت من الشرق، ومأرب من الشمال، وأبين والبيضاء من الغرب، وتتشكّل تضاريسها من جبال وعرة وهضاب ووديان في الأجزاء الشمالية الغربية والوسطى من المحافظة، وتحيط بها صحراء رملة السبعتين من الجهة الشمالية الشرقية، والصحراء الساحلية على طول بحر العرب من الجنوب. وتنتشر قرى الصيد على طول ساحل شبوة الممتد لنحو 300 كيلومتر، أهمها بئر علي وحوراء وبلحاف، وفيها ميناء بلحاف الذي يضم مشروع بلحاف لتصدير الغاز الطبيعي المسال.
تتكون المحافظة من 17 مديرية تمتد على مساحة تبلغ 47,584 كيلومتر مربع (18,372 ميل2)، وتتميز بأنها من أقل المحافظات كثافة سكانية في اليمن، ويقدر عدد سكانها بنحو 600 ألف إلى 700 ألف نسمة موزعين على عدّة مراكز حضرية صغيرة أكبرها العاصمة عتق والعليا وعزان، بالإضافة إلى العديد من القرى والنجوع.
تتضمن حدود شبوة الحالية عواصم ثلاث ممالك يمنية قديمة كانت من أهم مراكز التجارة العالمية (حضرموت وأوسان وقتبان). كما سكنتها العديد من الجاليات اليهودية اليمنية قبل إعادة توطينها في إسرائيل كجزء من عملية بساط الريح.

## نبذة
سميت محافظة شبوة نسبة إلى مدينة شبوة التاريخية عاصمة حضرموت سابقا هذه المدينة التي تقع بمديرية عرماء بين وادي عطف ووداي معشار، وهي محافظة استحدثت عام 1967 بعد الثورة وتم تشكيلها من أرض حضرموت الغربية بالإضافة إلى أرض العوالق وبيحان. وقد كان من مقترحات التسمية الجديدة للمحافظة محافظة العوالق ومحافظة بيحان. قوبلت التسمية بالرفض من قبل بعض القبائل وكان اسم شبوة مرضي للجميع.
ذكرت شبوة في نصوص المسند القديمة باسم «شبوت» وكانت عاصمة مملكة حضرموت القديمة  استقرت بها قبائل من كندة ومذحج عقب سقوطها بيد حِميّر بقيادة شمر يهرعش
توجد في شبوة سواحل سياحية مثل ساحل بئر علي وشواطئ بالحاف مركز تصدير الغاز المسال والنفط شبوة في مديرية بيحان حيث توجد مصافي النفط في صافر ومصفاة النفط في مديرية بيحان، يوجد عدة جزر بكر قرب بئر علي وتتميز شبوة بتنوع جغرافي أثر في تنوع نشاطات السكان وفلكلورهم حيث تغطي كثبان الربع الخالي أجزاء واسعة من شمال المنطقة، توجد المرتفعات الجبلية الغربية والهضبة الشرقية يفصلهما دلتا وادي ميفعه الذي يصب في بحر العرب عند بلحاف وتمتد سواحلها لأكثر من 300 كم.
ويعتمد سكان محافظة شبوة على رعي الأغنام والجمال والزراعة والصيد وتربية النحل الذي ينتج عسل السدر الذي يعتبر الأغلا في العالم حيث بلغ سعر الكيلو جرام الواحد أكثر من 150 ريال سعودي. 
شبوة غنية بكميات كبيرة من النفط والغاز، يتركز الغاز في بلحاف والنفط في بيحان
لا تتمتع شبوة بتنمية أو تطوير اقتصادي أو حقوق على مدى عقود مما أدى إلى هجرات متلاحقة لغالبية عظمى من السكان الأصليين إلى دول الخليج العربية لما تربطها بسكان شبوة من علاقات تاريخية متينة.
تنتشر في محافظة شبوة عدد كبير من البلدات الطينية القديمة المنتشرة على طول أوديتها ومن المراكز البشرية القديمة والتي ما تزال مأهولة بالسكان حتى اليوم.

## موقع شبوة
- يحدها من الشرق محافظة حضرموت
- من الغرب محافظات أبين ومأرب والبيضاء
- من الشمال محافظة حضرموت
- من الجنوب بحر العرب وخليج عدن.

كانت تعرف قديماً ب«المحافظة الرابعة» قبل الوحدة اليمنية أسوة ببقية المحافظات التي سميت أرقاماً، وفيما بعد اختير أسم المدينة التاريخية شبوة.

## وصلات خارجية
- خبار بلادي.. اليمن.. محافظة شبوة